# Armand Sédixier
Joseph, comte Bossi Federigotti, connu sous le pseudonyme de Armand Sédixier, né le 18 février 1830 à Rovereto (Tyrol) et mort le 2 septembre 1866 à Rovereto, est un homme de presse italien, fondateur du Rabelais en 1857.

## Biographie
Ami de Charles Baudelaire, il fonde le 16 mai 1857 le Rabelais qui devient célèbre au moment des funérailles de Béranger par un article de Charles Bataille qui vaut à Sédixier d'être condamné à un an de prison tandis qu'Alfred Delvau, rédacteur en chef, est condamné à six mois. Le Rabelais cesse le 4 novembre 1857 après soixante-dix numéros.
En 1862, Delvau, lui dédie son Histoire anecdotique des cafés et des cabarets de Paris.
Il meurt d'une hypertrophie cardiaque le 2 septembre 1866 à Rovereto.

## Œuvres
- Parole nuove per cose vecchie di silvicultura, 1865
- Il bromus Schraderi, quale pianta foraggiera, 1866